# Pine Bluffs
Pine Bluffs é uma cidade  localizada no estado norte-americano de Wyoming, no Condado de Laramie.

## Demografia
Segundo o censo norte-americano de 2000, a sua população era de 1153 habitantes.
Em 2006, foi estimada uma população de 1144, um decréscimo de 9 (-0.8%).

## Geografia
De acordo com o United States Census Bureau tem uma área de
8,4 km², dos quais 8,4 km² cobertos por terra e 0,0 km² cobertos por água.

## Localidades na vizinhança
O diagrama seguinte representa as localidades num raio de 36 km ao redor de Pine Bluffs.